# Saint-Georges-de-Rex
Saint-Georges-de-Rex är en kommun i departementet Deux-Sèvres i regionen Nouvelle-Aquitaine i västra Frankrike. Kommunen ligger i kantonen Mauzé-sur-le-Mignon som tillhör arrondissementet Niort. År 2022 hade Saint-Georges-de-Rex 433 invånare.

## Befolkningsutveckling
Antalet invånare i kommunen Saint-Georges-de-Rex
| Referens: INSEE |